# Dressed for Success
Dressed for Success è un singolo del duo svedese Roxette, pubblicato nel 1988 come primo estratto dall'album Look Sharp!.
Il brano, scritto da Per Gessle, è stato un discreto successo in Europa ed in Canada, dove ha ottenuto un disco d'oro.

## Tracce
7" 1988 - Svezia (HMV – 1363207)
- Lato A

1. Dressed For Success – 4:19

Durata totale: 4:19
- Lato B

1. The Voice – 4:06

Durata totale: 4:06
12" 1988 - Svezia (HMV – 1363216)
- Lato A

1. Dressed For Success (The Look Sharp! Mix) – 7:50

Durata totale: 7:50
- Lato B

1. Dressed For Success (Instrumental) – 4:13
2. Dressed For Success (7" Version) – 4:13
3. The Voice – 4:06

Durata totale: 12:32

## Classifiche
| Classifica (1989) | Posizione più alta |
| ----------------- | ------------------ |
| Svizzera          | 4                  |
| Austria           | 6                  |
| Svezia            | 2                  |
| Australia         | 3                  |
| Italia            | 14                 |